# Cohors I Aquitanorum (Germania)

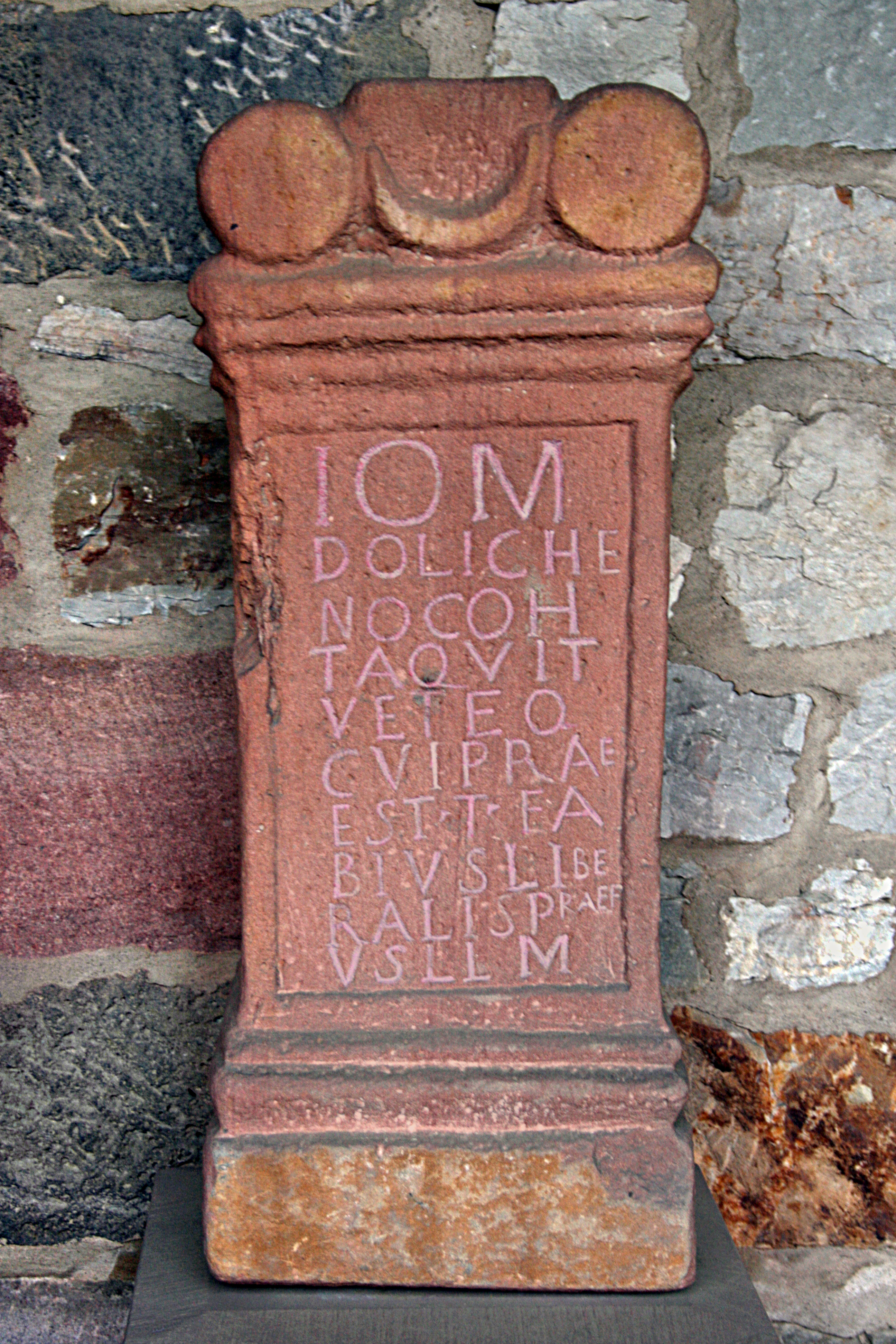
Die Weihinschrift des Titus Fabius Liberalis

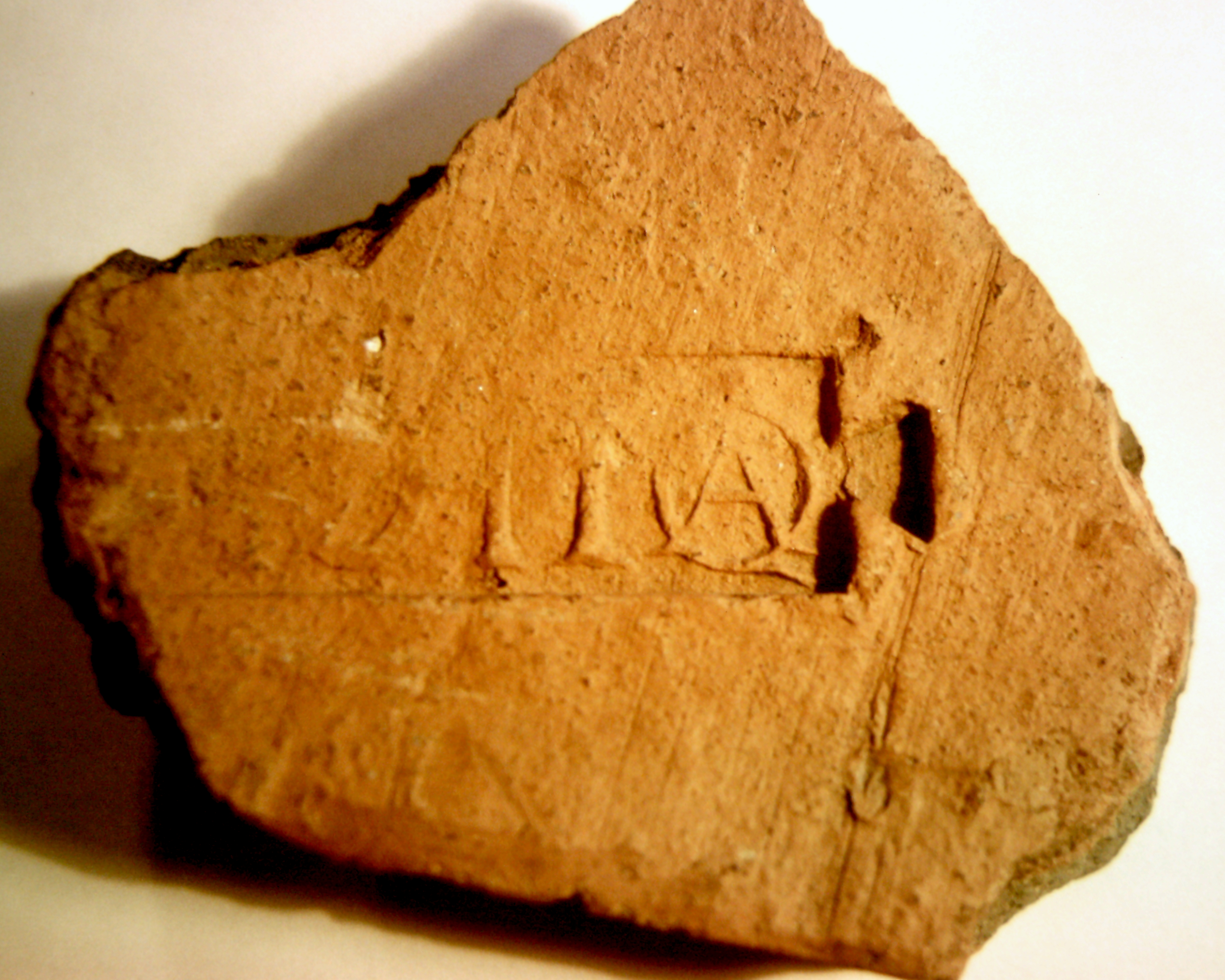
Ziegelstempel der Cohors I Aquitanorum. Lesefund aus dem Lagerdorf des Kastells Arnsburg

Die Cohors I Aquitanorum [veterana] [equitata] (deutsch 1. Kohorte der Aquitanier [die altgediente] [teilberitten]) war eine römische Auxiliareinheit. Sie ist durch Militärdiplome, Inschriften und Ziegelstempel belegt.

## Namensbestandteile
- Aquitanorum: der Aquitanier. Die Soldaten der Kohorte wurden bei Aufstellung der Einheit aus den verschiedenen Stämmen der Aquitanier auf dem Gebiet der römischen Provinz Gallia Aquitania rekrutiert.

- veterana: die altgediente/die altbewährte. Der Zusatz wurde vermutlich benutzt, um sie von der Cohors I Aquitanorum Biturigum zu unterscheiden, die ebenfalls in der Provinz Germania stationiert war. Der Zusatz kommt in Militärdiplomen und einigen Inschriften vor.

- equitata: teilberitten. Die Einheit war ein gemischter Verband aus Infanterie und Kavallerie. Der Zusatz kommt in der Inschrift (FBW-1977-499) vor.

Da es keine Hinweise auf den Namenszusatz milliaria (1000 Mann) gibt, war die Einheit eine Cohors (quingenaria) equitata. Die Sollstärke der Kohorte lag bei 600 Mann (480 Mann Infanterie und 120 Reiter), bestehend aus 6 Centurien Infanterie mit jeweils 80 Mann sowie 4 Turmae Kavallerie mit jeweils 30 Reitern.

## Geschichte
Die Kohorte war in den Provinzen Germania und Germania superior (in dieser Reihenfolge) stationiert. Sie ist auf Militärdiplomen für die Jahre 74 bis 134 n. Chr. aufgeführt.
Der erste Nachweis der Einheit in Germania beruht auf einem Diplom, das auf 74 datiert ist. In dem Diplom wird die Kohorte als Teil der Truppen aufgeführt (siehe Römische Streitkräfte in Germania), die in der Provinz stationiert waren. Weitere Diplome, die auf 90 bis 134 datiert sind, belegen die Einheit in Germania superior.
Der letzte Nachweis der Einheit beruht auf der Inschrift (CIL 13, 6658), die auf 249 datiert wird.

## Standorte
Standorte der Kohorte in Germania waren möglicherweise:
- Kastell Arnsburg
- Kastelle bei Friedberg: Die Weihinschrift des Marcus Iunius Iovinianus wurde hier gefunden.
- Kastell Stockstadt: Mehrere Inschriften wurden hier gefunden.

Ziegel mit den Stempeln der Einheit wurden in Arnsburg, Butzbach, Friedberg, Kleestadt und Saalburg gefunden.

## Angehörige der Kohorte
Folgende Angehörige der Kohorte sind bekannt.

### Kommandeure
| - Iulius R[uf]us Pap[irianus] Sentiu[s] Gem[el]lus, ein Präfekt (CIL 13, 6658) - L(ucius) Caecilius Caecilianus, ein Präfekt (CIL 13, 11782, CIL 13, 11783) - Marcus Arrecinus Gemellus: er wird auf den Diplomen von 90 als Kommandeur genannt. | - M(arcus) Gennius Carfinianus: er wird auf dem Diplom von 82 als Kommandeur genannt. - Q(uintus) Caecilius Optatinus, ein Präfekt (CIL 10, 5831) - T(itus) Fabius Liberalis, ein Präfekt (CIL 13, 11780) |

### Sonstige
| - Burrius, ein Soldat (CIL 3, 9760) - C(aius) Paulinius Iustus, ein Beneficiarius (CIL 13, 7399) - Decumus, (AE 1920, 96) - L(ucius) Valerius Pudens, ein Fußsoldat: das Diplom von 82 wurde für ihn ausgestellt. - M(arcus) Iuni[us] Iovin[ian]us, ein Soldat (CIL 13, 07399a) - Mucaporis, ein Reiter: ein Diplom von 90 (CIL 16, 36) wurde für ihn ausgestellt. | - [P]apias, ein Signifer (CIL 13, 11785) - Rufus Valentinus, (CIL 10, 7596) - Tarcho, ein Soldat (CIL 3, 2053) - Tharsa, ein Reiter: ein Diplom von 90 (ZPE-148-261) wurde für ihn ausgestellt. - Thaves, ein Reiter: ein Diplom von 90 (RMD 5, 333) wurde für ihn ausgestellt. |

## Weitere Kohorten mit der BezeichnungCohors I Aquitanorum
Es gab noch zwei weitere Kohorten mit dieser Bezeichnung:
- die Cohors I Aquitanorum (Britannia). Sie ist durch Militärdiplome von 122 bis 140/154 belegt und war in der Provinz Britannia stationiert.
- die Cohors I Aquitanorum Biturigum. Sie ist durch Diplome von 74 bis 134 belegt und war in den Provinzen Germania und Germania superior stationiert.